# 파일 롤러
파일 롤러(File Roller, 과거 이름: 아카이브 매니저, Archive Manager)는 그놈 데스크톱 환경용 압축 관리자이다.

## 기능
- 압축 파일을 만들고 고칠 수 있다.
- 압축 파일의 내용을 볼 수 있다.
- 압축 파일에 포함된 파일을 열 수 있다.
- 압축 풀기

## 지원하는 파일 형식
- 7z (.7z)
- gzip (.tar.gz , .tgz)
- bzip (.tar.bz , .tbz)
- bzip2 (.tar.bz2 , .tbz2)
- 유닉스 compress (.tar.Z , .taz)
- LZO (.tar.lzo , .tzo)
- ZIP (.zip)
- JAR (.jar , .ear , .war)
- LHA (.lzh)
- RAR (.rar)
- gzip, bzip, bzip2, compress, LZO로 압축된 파일 하나
- ISO 이미지 (.iso) (읽기 전용)

## 제한
- 파일 롤러로는 7z 포맷으로 분할압축을 하거나, 또는 이 포맷으로 분할압축한 파일을 볼 수 없다.[3]

## 같이 보기
- 압축 소프트웨어의 비교